# Маршалска Острва на Светском првенству у атлетици на отвореном 2019.
Маршалска Острва су учествовала на 17. Светском првенству у атлетици на отвореном 2019. одржаном у Дохи од 27. септембра до 6. октобра шести пут. Репрезентацију Маршалских Острва представљао је један такмичар који се такмичио у трци на 100 метара.,
На овом првенству представник Маршалских Острва није освојио ниједну медаљу, али је поправио свој лични рекорд.

## Учесници
Мушкарци:
- Дон Мотељанг — 100 м

## Резултати

### Мушкарци
| Атлетичар    | Дисциплина | Лични рекорд | Предтакмичење | Предтакмичење | Квалификације        | Квалификације        | Полуфинале           | Полуфинале           | Финале               | Финале       | Детаљи |
| Атлетичар    | Дисциплина | Лични рекорд | Резултат      | Место         | Резултат             | Место                | Резултат             | Место                | Резултат             | Место        | Детаљи |
| ------------ | ---------- | ------------ | ------------- | ------------- | -------------------- | -------------------- | -------------------- | -------------------- | -------------------- | ------------ | ------ |
| Дон Мотељанг | 100 м      | 12,46        | 11,89 ЛР      | 7. гр. 3      | Није се квалификовао | Није се квалификовао | Није се квалификовао | Није се квалификовао | Није се квалификовао | 57 / 65 (68) |        |